# Kazim Rashti

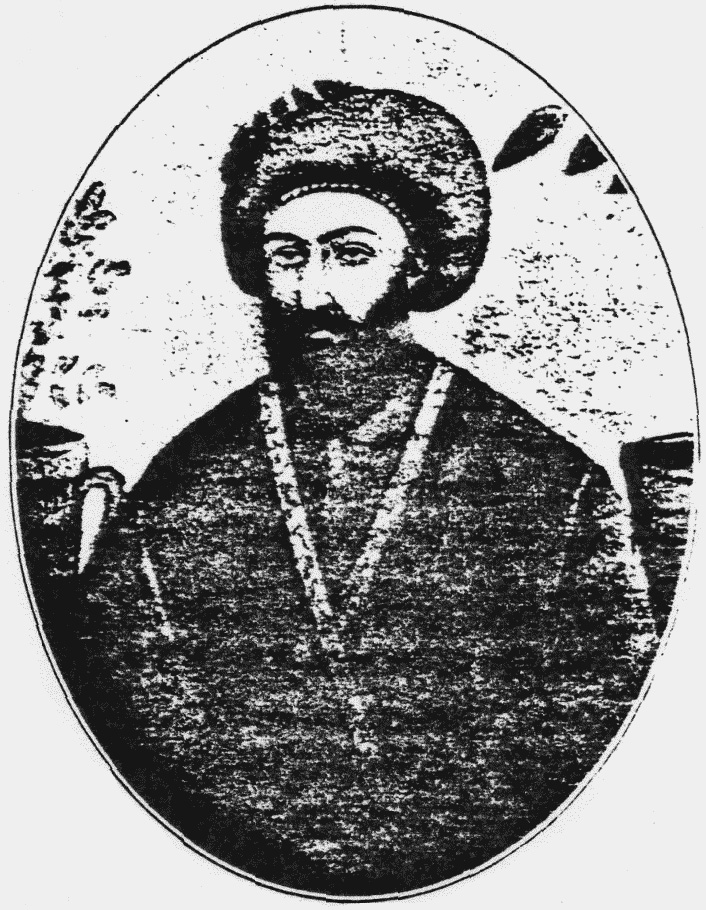
Sayyid Kazim Rashti

Kāzim bin Qāsim al-Husaynī ar-Rashtī of Siyyid Kázim (Arabisch: سيد كاظم بن قاسم الحسيني الرﺷتي) (1793-1843) was de zoon van Sayyid Qasim van Rashjt, een stad in het noorden van Iran. Hij werd benoemd als opvolger van Ahmad en leidde het shaykhísme tot aan zijn dood.
Hij kwam uit een familie van bekende handelaren. Hij was een moellah die, na bestudering van islamitische geschriften, zijn studenten vertelde over de komst van de Mahdi en de "Masih" (de terugkeer van Christus) en hen leerde hoe ze hen zouden kunnen herkennen. Na zijn dood in 1843, verspreidden veel van zijn studenten naar Azië, Europa en Afrika voor de zoekopdracht.
Na zijn dood werd hij vlak bij het graf van Imam Hoessein in Karbala begraven.